# Sildenafil
El citrat de sildenafil, venut sota els noms de Viagra, Revatio i altres, és un medicament usat per a tractar la disfunció erèctil masculina (impotència) i la hipertensió arterial pulmonar, desenvolupat per la companyia farmacèutica Pfizer. Pertany al grup farmacològic dels inhibidors de la fosfodiesterasa tipus 5.

## Mecanisme d'acció

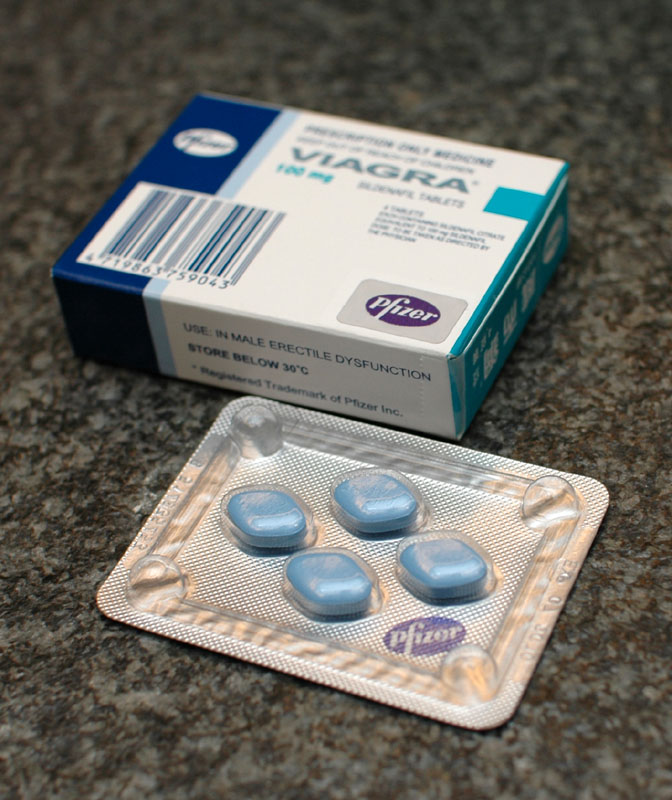
La viagra està disponible en píndoles blaves amb una forma característica.

Part del procés fisiològic de l'erecció involucra al sistema nerviós parasimpàtic provocant l'alliberament d'òxid nítric (NO) en el cos cavernós del penis. L'òxid nítric s'adhereix als receptors de l'enzim guanilat ciclasa (cGMP) resultant en un increment en els nivells de guanosin monofosfat cíclic, facilitant la relaxació del múscul llis (vasodilatació) en el cos cavernós i provocant un increment en l'entrada de sang i l'erecció.
El sildenafil és un potent i selectiu de l'enzim inhibidor de la fosfodiesterasa tipus 5 que és responsable de la metabolització de cGMP en el cos cavernós. L'estructura molecular del sildenafil és similar a la del cGMP i actua com a agent de captació de PDE5 en el cos cavernós, donant com a resultat més cGMP i millors ereccions. Sense estímul sexual i, per tant, sense activació del sistema NO/cGMP, el sildenafil no causaria una erecció.
El sildenafil és metabolitzat pels enzims hepàtics i excretat pel fetge i els ronyons. Si és pres amb un menjar amb alt nivell en greixos, pot haver un retard en l'absorció del sildenafil i l'efecte màxim pot veure's reduït lleument, ja que la concentració del plasma serà més baixa.

## Viagra femenina
L'anomenada "viagra femenina" o l'equivalent a l'acció en la dona del Sildenafil (Viagra) en l'home, és el fàrmac anomenat Flibanserina l'ús de la qual va ser aprovada als Estats Units l'any 2015.